# Zierzow
Zierzow település Németországban, Mecklenburg-Elő-Pomeránia tartományban. Lakosainak száma 374 fő (2023. december 31.).

## Népesség
A település népességének változása:
| Lakosok száma | 333  | 344  | 372  | 381  | 374  |
|               | 2017 | 2019 | 2021 | 2022 | 2023 |